# ナチュラル 愛のゆくえ
『ナチュラル 愛のゆくえ』（ナチュラル あいのゆくえ）は、1996年10月14日から同年12月16日まで、日本テレビ系列で放送されたテレビドラマである。読売テレビとケイファクトリーの共同製作。放送時間は、毎週月曜22:00 ‐22:54（JST）。初回のみ22:00 ‐23:24の90分枠で放送された。全10回。平均視聴率7.3%

## 概要
- 石田ひかりが「悪女(わる)」以来4年半ぶりに読売テレビ製作枠に出演した作品。北海道様似町の親子岩などでロケが行われた。

## あらすじ
志帆は、ある日親友・菜生子の婚約者、古葉の運転する車で事故に遭う。この事故で菜生子は亡くなり、志帆も大怪我を負った。1年後、志帆と古葉は婚約するが、志帆は菜生子の兄からもプロポーズされる。

## キャスト
- 佐伯志帆：石田ひかり
- 弓削勝哉：柳葉敏郎
- 鷲頭カンナ：水野美紀
- 弓削千尋：鈴木一真
- 弓削佑久：岡田義徳
- 橋爪貢：池内万作
- 山崎知樹：井澤健
- 上原里美：街田しおん
- 古葉幸徳：伊原剛志
- 鷲頭佐治：谷啓

## テーマ曲
- オープニングテーマ「NOW AND THEN 〜失われた時を求めて〜」MY LITTLE LOVER
- エンディングテーマ「Dreams」FIELD OF VIEW

## スタッフ
- 脚本：安部照男、尾崎将也、宇山圭子、村田恭子
- 音楽：岩崎琢、森英治、朝川朋之、moka
- チーフプロデューサー：山本和夫
- プロデューサー：鈴木聡、齋藤勇司
- 演出：国本雅広、唐木昭浩
- 製作：よみうりテレビ、ケイファクトリー

## サブタイトル
| 各話   | 放送日   | サブタイトル                    |
| ------ | -------- | ------------------------------- |
| 第1話  | 10月14日 | 親友の死!婚約そして運命の出会い |
| 第2話  | 10月21日 | 風の中のレッスン                |
| 第3話  | 10月28日 | 丘の上のキス                    |
| 第4話  | 11月4日  | 婚約者の裏切り                  |
| 第5話  | 11月11日 | 愛が試されるとき                |
| 第6話  | 11月18日 | 結婚…二人の秘密                 |
| 第7話  | 11月25日 | 新妻と義弟のキス                |
| 第8話  | 12月2日  | 一夜だけの恋人                  |
| 第9話  | 12月9日  | 兄弟の縁を切る!                 |
| 第10話 | 12月16日 | 奇跡の朝                        |

## 関連商品
- ナチュラル 愛のゆくえ Vol.1～Vol.4(バップ) 1997年2月1日発売 VHSの単品商品。
- ナチュラル 愛のゆくえ オリジナル・サウンドトラック(トイズファクトリー) 1996年12月1日発売

| 読売テレビ 月曜10時枠の連続ドラマ   | 読売テレビ 月曜10時枠の連続ドラマ            | 読売テレビ 月曜10時枠の連続ドラマ           |
| 前番組                              | 番組名                                       | 次番組                                      |
| ----------------------------------- | -------------------------------------------- | ------------------------------------------- |
| 八月のラブソング （1996.7.1 - 9.2） | ナチュラル 愛のゆくえ （1996.10.14 - 12.16） | ストーカー 逃げきれぬ愛 （1997.1.6 - 3.10） |